# Filip I z Tarentu

Pierwszy herb Filipa

Herb Filipa po ślubie z Katarzyną de Valois

Filip z Tarentu, fr. Philippe I d'Anjou, it. Filippo I d'Angiò (ur. 10 listopada 1278, zm. 26 grudnia 1332, w Neapolu) – książę Achai i Tarentu, cesarz tytularny Konstantynopola (dzięki swojemu drugiemu małżeństwu), książę Albanii. Członek bocznej linii dynastii Kapetyngów, prawnuk króla Francji Ludwika IX Świętego, piąte dziecko Karola II Andegaweńskiego, króla Neapolu oraz Marii Węgierskiej.
4 lutego 1294, w Aix-en-Provence dostał od swojego ojca tytuł księcia Tarentu oraz prawa i posiadłości Andegawenów w zachodniej Grecji – wyspę Korfu, miasta Dyrrachion, Awlonę i Butrinto. Karol II planował budowę imperium na zachodzie Adriatyku. Filip zarządzając dziedzictwem andegaweńskim rościł sobie pretensje do zwierzchnictwa nad łacińskimi księstwami w Grecji oraz nad Tesalią, stanowiącą część dawnego władztwa hrabiów Montferratu – Królestwa Tesaloniki. Jeszcze w tym samym roku swoje posiadłości w Epirze zabezpieczył małżeństwem z córką despotesa Epiru Nicefora I Angelosa, Tamarą. Nicefor zgodził się na to małżeństwo szukając sprzymierzeńców przeciw zagrażającemu mu Bizancjum. Ceremonia ślubna odbyła się 13 sierpnia 1294, w L'Aquila. Zawarte wówczas porozumienie stanowiło, że po śmierci Nicefora to Filip miał odziedziczyć jego państwo, a nie rodzony syn – Tomasz
W 1295 roku Nicefor I odstąpił Filipowi miasta w Etolii. Po jego śmierci w 1296 roku Filip zajął Wonitsę, Angelokastron i Naupaktos (Lepanto). Zgłosił też pretensje do sukcesji po Niceforze na mocy zawartych przy ślubie porozumień. Wdowa po Niceforze Anna wezwała na pomoc wojska bizantyńskie, które wyparły Filipa. Jednocześnie jednak od północy najechał Epir władca serbski Milutin zdobywając należący do Filipa Dyrrachion.
W 1301 roku Filip został księciem Albanii (1301–1332). W 1306 roku korzystając z zamętu w Bizancjum spowodowanego, pustoszącym europejskie terytoria Cesarstwa, rajdem Kompanii Katalońskiej Filip w przymierzu z Albańczykami odzyskał Dyrrachion. Jednak jego wyprawa przeciwko władającej Epirem Annie Kantakuzenie i tym razem zakończyła się niepowodzeniem. W tym samym roku ojciec powierzył Filipowi władzę nad Księstwem Achai.
W 1309 Filip oskarżył Tamarę o oszustwa i fałszerstwa (zapewne na podstawie sfabrykowanych dowodów) i rozwiązał ich małżeństwo. Zamierzał poślubić Katarzynę de Valois – córkę Karola Walezjusza i Katarzyny de Courtenay, tytularną cesarzową Konstantynopola, która jednak była już zaręczona z Hugonem V Burgundzkim, tytularnym królem Tessalonik. Zaręczyny te zerwano, a Katarzyna poślubiła Filipa 29 lipca 1313, w Fontainebleau.

## Potomstwo Filipa I
Z pierwszego małżeństwa, z Tamarą Angeliną:
- Karol (1296–1315, zginął w bitwie pod Montecatini), książę Achai,
- Filip (1297–1330), despota Rumunii,
- Joanna (1297–1317), żona (1) Oszina I, króla Armenii, (2) Oszina z Korikos,
- Małgorzata (1298–1340), żona Waltera VI de Brienne, tytularnego księcia Aten,
- Bianka (1309–1337), żona Ramon Berenguera Aragońskiego.

Z drugiego małżeństwa, z Katarzyną II de Valois, księżniczką Achai:
- Robert (1319–1364), książę Tarentu, tytularny cesarz Konstantynopola jako Robert II,
- Ludwik (1320–1362), mąż królowej Neapolu Joanny I, dzięki małżeństwu uzyskał tytuł królewski,
- Małgorzata (1325–1380), matka Jakuba de Baux, księcia Achai, tytularnego cesarza Konstantynopola,
- Maria (1327–?, zmarła młodo),
- Filip II (1329–1374), książę Tarentu, tytularny cesarz Konstantynopola jako Filip III.